# Popek
Ne doit pas être confondu avec Popeck.
Pour les articles homonymes, voir Popek (homonymie).
Popek, de son vrai nom Paweł Mikołajuw, est un rappeur et pratiquant de MMA polonais. Il est le créateur de différents groupes de rap, notamment Firma et Gang Albanii (avec Borixon et Ali Baba)
Popek collabore avec Wiley,, Peja, et Sokół,,. Monster a été certifié disque d'or en Pologne et en République tchèque et en Slovaquie,,.
En 2013, après la première de Monster, Popek a annoncé un nouvel album où se produisent des artistes tels que Devlin, P Dude, et peut-être The Game ou Busta Rhymes.
Outre ses activités de rappeur, il est également combattant de MMA. Il débute en 2008 en Angleterre, où il effectuera 3 combats. Il reviendra en 2016 à la KSW, en affrontant notamment le célèbre Mariusz Pudzianovski. Après avoir effectué 4 combats, il signera avec Fame MMA pour deux combats. 

## Discographie
- 2007 : Wyjęty spod prawa
- 2008 : HeavyWeight
- 2013 : Monster
- 2014 : Monster 2
- 2016 : Król Albanii
- 2018 : Dr Jekyll and Mr Hyde

### Discographie de Firma
- 2001 : Pierwszy nielegal
- 2002 : Z dedykacją dla ulicy
- 2005 : Nielegalne rytmy
- 2008 : Przeciwko kurestwu i upadkowi zasad
- 2011 : Nasza broń to nasza pasja

### Discographie de Gang Albanii
- 2015 : Królowie życia
- 2016 : Ciężki gnój

### Vidéo
- 2002 : Słowo na ulicy
- 2003 : Brat
- 2007 : Wyjęty spod prawa
- 2007 : Wstrzymaj oddech
- 2008 : Przeciwko kurestwu i upadkowi zasad" (feat. Hemp Gru)
- 2008 : Graj" feat. Premiairz
- 2008 : Zasady" feat. HiJack, Amar
- 2010 : Champion sound" (feat. Sokół & Hijack)
- 2011 : Kryminalny rap
- 2011 : Nasza broń/Honor i ojczyzna
- 2011 : Nie zabierzesz mikrofonu
- 2011 : Jara-My
- 2011 : Dobre dziewczyny
- 2011 : Wyprawa nocna 5
- 2012 : Jeszcze Firma nie zginęła" (feat. Tadek & Bosski Roman)
- 2012 : My music" feat. Hijack
- 2013 : Pain my guest" (feat. Hijack, Porchy & Chronik)
- 2013 : Ja robie muzę ty płacesz (feat. Sobota, Wini & Rena)